# Terapia renal sustitutiva
La terapia renal sustitutiva o terapia de reemplazo renal es un término usado para abarcar los tratamientos de soporte de la vida para la insuficiencia renal.
La terapia de reemplazo renal incluye:
- hemodiálisis,
- diálisis peritoneal,
- hemofiltración,
- hemodiafiltración y
- trasplante renal.

- Wikimedia Commons alberga una categoría multimedia sobre Terapia renal sustitutiva.

- Datos: Q185643
- Multimedia: Renal replacement therapy / Q185643